# Desmiphora antennalis
Desmiphora antennalis är en skalbaggsart som beskrevs av Stefan von Breuning 1947. Desmiphora antennalis ingår i släktet Desmiphora och familjen långhorningar. Inga underarter finns listade i Catalogue of Life.